# Llista d'episodis de True Detective
Aquesta és una llista d'episodis de la sèrie de televisió True Detective, una sèrie de televisió estatunidenca de crim i drama creada i escrita per Nic Pizzolatto, que es va estrenar el 12 de gener de 2014 al canal HBO. La sèrie se centra en les investigacions policials i en l'efecte que tenen aquestes sobre els detectius que les duen a terme. Cada temporada s'estructura com una narració autònoma amb diferents personatges i escenaris.
La sèrie consta de quatre temporades, les tres primeres amb vuit episodis cadascuna i la quarta amb només sis. El febrer de 2024, la sèrie es va renovar per a una cinquena temporada.

## Episodis
| Temporada | Temporada | Episodis | Emissió a HBO       | Emissió a HBO        | Audiència (en milions) |
| Temporada | Temporada | Episodis | Inici               | Final                | Audiència (en milions) |
| --------- | --------- | -------- | ------------------- | -------------------- | ---------------------- |
|           | 1         | 8        | 12 de gener de 2014 | 9 de març de 2014    | 2,33                   |
|           | 2         | 8        | 21 de juny de 2015  | 9 d'agost de 2015    | 2,61                   |
|           | 3         | 8        | 13 de gener de 2019 | 24 de febrer de 2019 | 1,25                   |
|           | 4         | 6        | 14 de gener de 2024 | 18 de febrer de 2024 | 0,654                  |

## Primera temporada
El 2012, dos antics investigadors d'homicidis de la Divisió d'Investigacions Criminals de la Policia Estatal de Louisiana, Rustin "Rust" Cohle i Martin "Marty" Hart, són citats per ser interrogats sobre la investigació de l'assassinat de Dora Lange el 1995, però el Rust i el Marty no s'han vist ni parlat des de fa més d'una dècada. Amb molts dels arxius destruïts per l'huracà Rita, es demana als dos investigadors que relatin la història de la seva relació laboral, les seves vides personals i la investigació de l'assassinat de la Dora Lange, així com una sèrie d'altres casos individuals relacionats, ja que les noves proves suggereixen que l'autor de l'assassinat continua en llibertat.
| Episodi | # | Títol                         | Direcció           | Guió           | Data d'emissió a HBO |  |
| ------- | - | ----------------------------- | ------------------ | -------------- | -------------------- |  |
|         |   |                               |                    |                |                      |  |
| 1       | 1 | "The Long Bright Dark"        | Cary Joji Fukunaga | Nic Pizzolatto | 12 de gener de 2014  |  |
|         |   |                               |                    |                |                      |  |
| 2       | 2 | "Seeing Things"               | Cary Joji Fukunaga | Nic Pizzolatto | 19 de gener de 2014  |  |
|         |   |                               |                    |                |                      |  |
| 3       | 3 | "The Locked Room"             | Cary Joji Fukunaga | Nic Pizzolatto | 26 de gener de 2014  |  |
|         |   |                               |                    |                |                      |  |
| 4       | 4 | "Who Goes There"              | Cary Joji Fukunaga | Nic Pizzolatto | 9 de febrer de 2014  |  |
|         |   |                               |                    |                |                      |  |
| 5       | 5 | "The Secret Fate of All Life" | Cary Joji Fukunaga | Nic Pizzolatto | 16 de febrer de 2014 |  |
|         |   |                               |                    |                |                      |  |
| 6       | 6 | "Haunted Houses"              | Cary Joji Fukunaga | Nic Pizzolatto | 23 de febrer de 2014 |  |
|         |   |                               |                    |                |                      |  |
| 7       | 7 | "After You've Gone"           | Cary Joji Fukunaga | Nic Pizzolatto | 2 de març de 2014    |  |
|         |   |                               |                    |                |                      |  |
| 8       | 8 | "Form and Void"               | Cary Joji Fukunaga | Nic Pizzolatto | 9 de març de 2014    |  |
|         |   |                               |                    |                |                      |  |

## Segona temporada
L'oficial de la Patrulla de Carreteres de Califòrnia Paul Woodrugh descobreix el cadàver d'un administrador de la ciutat que estava involucrat en un important acord de compra-venda de terres. Atesa la naturalesa jurisdiccional ambigua de l'escena del crim, dos agents més, el detectiu Vinci Raymond Velcoro del departament de policia i l'oficial Antigone "Ani" Bezzerides de l'oficina del xèrif del comtat de Ventura, juntament amb Woodrugh, són assignats per investigar l'assassinat. El crim aviat implica Frank Semyon, un criminal de carrera que va estar involucrat en l'acord de compra-venda de terres. Els tres detectius, més en Semyon, s'adonen ràpidament d'una conspiració més gran que implica vincles entre la víctima i casos de corrupció a la ciutat de Vinci.
| Episodi | # | Títol                          | Direcció         | Guió                          | Data d'emissió a HBO |  |
| ------- | - | ------------------------------ | ---------------- | ----------------------------- | -------------------- |  |
|         |   |                                |                  |                               |                      |  |
| 9       | 1 | "The Western Book of the Dead" | Justin Lin       | Nic Pizzolatto                | 21 de juny de 2015   |  |
|         |   |                                |                  |                               |                      |  |
| 10      | 2 | "Night Finds You"              | Justin Lin       | Nic Pizzolatto                | 28 de juny de 2015   |  |
|         |   |                                |                  |                               |                      |  |
| 11      | 3 | "Maybe Tomorrow"               | Janus Metz       | Nic Pizzolatto                | 5 de juliol de 2015  |  |
|         |   |                                |                  |                               |                      |  |
| 12      | 4 | "Down Will Come"               | Jeremy Podeswa   | Nic Pizzolatto i Scott Lasser | 12 de juliol de 2015 |  |
|         |   |                                |                  |                               |                      |  |
| 13      | 5 | "Other Lives"                  | John Crowley     | Nic Pizzolatto                | 19 de juliol de 2015 |  |
|         |   |                                |                  |                               |                      |  |
| 14      | 6 | "Church in Ruins"              | Miguel Sapochnik | Nic Pizzolatto i Scott Lasser | 26 de juliol de 2015 |  |
|         |   |                                |                  |                               |                      |  |
| 15      | 7 | "Black Maps and Motel Rooms"   | Daniel Attias    | Nic Pizzolatto                | 2 d'agost de 2015    |  |
|         |   |                                |                  |                               |                      |  |
| 16      | 8 | "Omega Station"                | John Crowley     | Nic Pizzolatto                | 9 d'agost de 2015    |  |
|         |   |                                |                  |                               |                      |  |

## Tercera temporada
La història té lloc a la zona dels Ozarks durant tres períodes diferents de temps. El 1980, els detectius Wayne Hays i Roland West investiguen un crim macabre que implica dos nens desapareguts. El 1990, Hays i West són citats després d'una ruptura important en el cas. El 2015, un productor de documentals sobre crims reals li demana a un Hays ja jubilat que mirés enrere el cas no resolt.
| Episodi | # | Títol                             | Direcció        | Guió                          | Data d'emissió a HBO |  |
| ------- | - | --------------------------------- | --------------- | ----------------------------- | -------------------- |  |
|         |   |                                   |                 |                               |                      |  |
| 17      | 1 | "The Great War and Modern Memory" | Jeremy Saulnier | Nic Pizzolatto                | 13 de gener de 2019  |  |
|         |   |                                   |                 |                               |                      |  |
| 18      | 2 | "Kiss Tomorrow Goodbye"           | Jeremy Saulnier | Nic Pizzolatto                | 13 de gener de 2019  |  |
|         |   |                                   |                 |                               |                      |  |
| 19      | 3 | "The Big Never"                   | Daniel Sackheim | Nic Pizzolatto                | 20 de gener de 2019  |  |
|         |   |                                   |                 |                               |                      |  |
| 20      | 4 | "The Hour and the Day"            | Nic Pizzolatto  | Nic Pizzolatto i David Milch  | 27 de gener de 2019  |  |
|         |   |                                   |                 |                               |                      |  |
| 21      | 5 | "If You Have Ghosts"              | Nic Pizzolatto  | Nic Pizzolatto                | 3 de febrer de 2019  |  |
|         |   |                                   |                 |                               |                      |  |
| 22      | 6 | "Hunters in the Dark"             | Daniel Sackheim | Graham Gordy i Nic Pizzolatto | 10 de febrer de 2019 |  |
|         |   |                                   |                 |                               |                      |  |
| 23      | 7 | "The Final Country"               | Daniel Sackheim | Nic Pizzolatto                | 17 de febrer de 2019 |  |
|         |   |                                   |                 |                               |                      |  |
| 24      | 8 | "Now Am Found"                    | Daniel Sackheim | Nic Pizzolatto                | 24 de febrer de 2019 |  |
|         |   |                                   |                 |                               |                      |  |

## Quarta temporada
Al poble d'Ennis, Alaska, vuit homes que treballen a l'Estació de Recerca de l'Àrtic de Tsalal desapareixen de sobte sense deixar rastre. Les detectius Liz Danvers i Evangeline Navarro uneixen esforços per investigar aquesta desaparició ja que l'únic indici apunta a un cas d'assassinat no resolt de fa uns anys enrere.
| Episodi | # | Títol    | Direcció   | Guió                                                      | Data d'emissió a HBO |  |
| ------- | - | -------- | ---------- | --------------------------------------------------------- | -------------------- |  |
|         |   |          |            |                                                           |                      |  |
| 25      | 1 | "Part 1" | Issa López | Issa López                                                | 14 de gener de 2024  |  |
|         |   |          |            |                                                           |                      |  |
| 26      | 2 | "Part 2" | Issa López | Issa López                                                | 21 de gener de 2024  |  |
|         |   |          |            |                                                           |                      |  |
| 27      | 3 | "Part 3" | Issa López | Issa López i Alan Page Arriaga                            | 28 de gener de 2024  |  |
|         |   |          |            |                                                           |                      |  |
| 28      | 4 | "Part 4" | Issa López | Namsi Khan, Chris Mundy i Issa López                      | 4 de febrer de 2024  |  |
|         |   |          |            |                                                           |                      |  |
| 29      | 5 | "Part 5" | Issa López | Katrina Albright, Wenonah Wilms, Chris Mundy i Issa López | 11 de febrer de 2024 |  |
|         |   |          |            |                                                           |                      |  |
| 30      | 6 | "Part 6" | Issa López | Issa López                                                | 18 de febrer de 2024 |  |
|         |   |          |            |                                                           |                      |  |